# Équipe cycliste Lizarte
Ne pas confondre avec la structure professionnelle associée, l'équipe cycliste Kern Pharma.
Asociación Deportiva Galibier, actuellement nommée du nom de son sponsors Lizarte, est une équipe cycliste espagnole créée en 1993 basée à Pampelune par Manolo Azcona.
En 2020, la structure accueille également l'équipe cycliste Kern Pharma (continentale).
L'equipe Lizarte voit notamment passé dans leur rang Igor Arrieta ou encore Roger Adria.